# Großer Preis von Ungarn 2014
Der Große Preis von Ungarn 2014 (offiziell Formula 1 Pirelli Magyar Nagydíj 2014) fand am 27. Juli auf dem Hungaroring in Mogyoród statt und war das elfte Rennen der Formel-1-Weltmeisterschaft 2014.

## Berichte

### Hintergrund
Nach dem Großen Preis von Deutschland führte Nico Rosberg in der Fahrerwertung mit 14 Punkten vor Lewis Hamilton und mit 84 Punkten vor Daniel Ricciardo. In der Konstrukteurswertung führte Mercedes mit 178 Punkten vor Red Bull-Renault und mit 245 Punkten vor Williams-Mercedes.
Beim Großen Preis von Ungarn stellte Pirelli den Fahrern die Reifenmischungen P Zero Medium (weiß) und P Zero Soft (gelb) sowie für Nässe Cinturato Intermediates (grün) und Cinturato Full-Wets (blau) zur Verfügung.
Es gab zwei DRS-Zonen, Zone eins lag auf der Start-Ziel-Geraden, der Messpunkt lag eingangs der Zielkurve. Die zweite DRS-Zone befand sich auf der Gegengeraden nach Kurve eins, einen eigenen Messpunkt für diese Zone gab es nicht. So konnte es vorkommen, dass nach einem Überholmanöver auf der Start-Ziel-Geraden der dann vorne liegende Pilot in der zweiten Zone das DRS verwenden durfte.
Im Vergleich zum Großen Preis von Ungarn 2013 wurden an mehreren Stellen kleinere Veränderungen an der Strecke vorgenommen.
In Kurve drei wurden Verbesserungen an den Leitplanken vorgenommen, so dass das dort mehr Platz für ein geborgenes Auto vorhanden und das Bergungsfahrzeug besser geschützt war. In der Schikane versuchte man nun, die Piloten am Abkürzen zu hindern, indem auf beiden Seiten, zwei Meter neben der Strecke, Schwellen angebracht wurden. Ein neuer Sicherheitszaun wurde in der Zielkurve sowie in den Kurven elf und zwölf errichtet.
Jules Bianchi, Pastor Maldonado (jeweils vier), Valtteri Bottas, Marcus Ericsson, Kevin Magnussen, Adrian Sutil (jeweils zwei) und Jean-Éric Vergne (einer) gingen mit Strafpunkten ins Rennwochenende.
Mit Hamilton (viermal), Jenson Button (zweimal), Fernando Alonso und Kimi Räikkönen (jeweils einmal) traten vier ehemalige Sieger zu diesem Grand Prix an.

### Training
Hamilton führte im ersten freien Training vor Rosberg und Räikkönen. Im zweiten freien Training blieb Hamilton vor Rosberg in Führung. Sebastian Vettel wurde Dritter. Die ersten drei Positionen blieben im dritten freien Training unverändert.

### Qualifying
Das Qualifying bestand aus drei Teilen mit einer Nettolaufzeit von 45 Minuten. Im ersten Qualifying-Segment (Q1) hatten die Fahrer 18 Minuten Zeit, um sich für das Rennen zu qualifizieren. Alle Fahrer, die im ersten Abschnitts eine Zeit erzielten, die maximal 107 Prozent der schnellsten Rundenzeit betrug, qualifizierten sich für den Grand Prix. Die besten 16 Fahrer erreichten den nächsten Teil. Jean-Éric Vergne war der schnellste Pilot. Maldonado und Hamilton schieden mit technischen Defekten aus, ohne zuvor eine Zeit gesetzt zu haben. Damit scheiterten beide an der Qualifikation. Neben den beiden schieden die Caterham-Piloten sowie Max Chilton und Räikkönen aus.
Der zweite Abschnitt (Q2) dauerte 15 Minuten. Die schnellsten zehn Piloten qualifizierten sich für den dritten Teil des Qualifyings. Rosberg übernahm die Führung. Die Sauber-Piloten sowie Bianchi, Romain Grosjean, Sergio Pérez und Daniil Kwjat schieden aus.
Der finale Abschnitt (Q3) ging über eine Zeit von zwölf Minuten, in denen die ersten zehn Startpositionen vergeben wurden. Es fing zu Beginn leicht an zu regnen. Die Fahrer verwendeten Slicks und gingen sofort auf die Strecke. In der ersten Kurve verbremsten sich einige Fahrer. Magnussen schlug in den Reifenstapel ein. Zur Fahrzeugbergung wurde das Qualifying unterbrochen. Rosberg erzielte schließlich die schnellste Zeit und erhielt damit die Pole-Position.

### Rennen
Vor dem Rennen hatte es geregnet, sodass die Strecke nass war, jedoch bereits abtrocknete. Alle Fahrer wählten Intermediate-Reifen. Kwjat würgte seinen Motor beim Start in die Einführungsrunde ab. Er wurde in die Box geschoben, wo er sich hinter Magnussen und Hamilton, die aus der Box starteten, einreihte. Rosberg blieb beim Start in Führung, Vettel fiel hinter Bottas und Alonso zurück. Er überholte Alonso jedoch noch in der ersten Runde, während sich Rosberg vom restlichen Feld löste. Hamilton verbremste sich in der dritten Kurve, drehte sich in die Auslaufzone und beschädigte dabei die linke Endplatte seines Frontflügels. In den nächsten Runden machte Hamilton einige Positionen gut und lag in der achten Runde bereits auf dem 13. Platz.
In der achten Runde verlor Ericsson beim Herausbeschleunigen aus der vierten Kurve die Kontrolle über sein Fahrzeug und schlug in die Streckenbegrenzung ein. Zur Bergung des Fahrzeugs wurde eine Safety-Car-Phase ausgelöst. Die ersten vier Fahrer waren zu diesem Zeitpunkt bereits an der Einfahrt zur Boxengasse vorbei. Bis auf Magnussen gingen alle anderen Fahrer an die Box und wechselten auf Slicks. Die einzige Ausnahme war Button, der einen frischen Satz Intermediates montieren ließ, da sein Team in wenigen Minuten einen weiteren Regenschauer erwartete. Rosberg, Bottas, Vettel und Alonso folgten eine Runde später und fielen dadurch ins Feld zurück. Ricciardo übernahm die Führung vor Button, Felipe Massa, Magnussen und Rosberg. In der Runde, in der das Safety Car eigentlich an die Box gehen sollte, drehte sich Grosjean beim Reifenwärmen und schlug in die Streckenbegrenzung ein, sodass die Safety-Car-Phase verlängert wurde.
Beim Restart kam es zu einigen Überholmanövern. Button ging mit den Intermediates auf der noch immer feuchten Strecke an Ricciardo vorbei und lag in Führung. Alonso überholte Vettel, eine Runde später auch Rosberg und kurz darauf Vergne. Da die Strecke schnell abtrocknete, ging Button nach zwei Runden an die Box und wechselte ebenfalls auf Slicks. Damit führte Ricciardo erneut das Rennen an. In der 15. Runde kollidierte Nico Hülkenberg in der letzten Kurve mit seinem Teamkollegen Pérez und schied aus. Zwei Runden später kollidierten Bianchi und Maldonado in der ersten Kurve. Beide gingen zu einem Reparaturstopp an die Box und fuhren weiter. In der 20. Runde führte Ricciardo vor Massa und Alonso. Hinter Vergne, der auf dem vierten Platz lag, lagen Rosberg, Vettel und Hamilton mit geringem Abstand.
In der 22. Runde verlor Pérez am Ausgang der letzten Kurve die Kontrolle über sein Fahrzeug, drehte sich auf der Start-Ziel-Geraden und schlug in die Boxenmauer ein. Die Rennleitung entschied, erneut das Safety Car auf die Strecke zu schicken. Ricciardo, Massa und Bottas gingen an die Box. Während Ricciardo auf der weicheren Mischung blieb, wechselten Massa und Bottas auf die härteren Reifen. Alonso hatte die Führung übernommen, vor Vergne, Rosberg, Vettel, Hamilton und Ricciardo. Noch vor dem Restart stellte Kamui Kobayashi sein Fahrzeug neben der Strecke ab und gab das Rennen auf.
Beim Restart behielt Alonso die Führung vor Vergne, die er in den nächsten Runden ausbaute. Rosberg gelang es nicht, Vergne zu überholen. Daher ging er in der 32. Runde zum Reifenwechsel an die Box. Er blieb auf der weicheren Mischung. Eine Runde später drehte sich Vettel, ähnlich wie Pérez, ausgangs der letzten Kurve, verhinderte einen Einschlag in die Boxenmauer aber um wenige Zentimeter. Er verlor einige Positionen und fuhr weiter, musste aber eine Runde später aufgrund von Bremsplatten zum Reifenwechsel an die Box kommen. Hamilton, der nun unmittelbar hinter Vergne lag, reduzierte den Rückstand und überholte ihn in der nächsten Runde, sodass er hinter Alonso auf dem zweiten Platz lag. Rosberg überholte indes im Mittelfeld einige Fahrer. In dieser Rennphase gab Gutiérrez das Rennen an der Box auf.
In der 38. Runde ging Alonso an die Box und blieb auf der weicheren Reifenmischung. Hamilton, der dadurch in Führung gegangen war, folgte eine Runde später mit seinem Boxenstopp und wechselte auf die härtere Reifenmischung. Ricciardo lag nun in Führung vor Massa, Alonso, Hamilton und Rosberg. Nachdem Massa an die Box gegangen war, wurde Hamilton von Mercedes angewiesen, seinen Teamkollegen Rosberg, der die weichere Reifenmischung hatte und noch einmal an die Box sollte, vorbeizulassen. Allerdings war Rosberg nicht in Schlagdistanz und der Abstand vergrößerte sich kurz darauf wieder. Rosberg ging schließlich, ohne vorbeigelassen worden zu sein, zu seinem letzten Reifenwechsel an die Box und fiel hinter Räikkönen auf den siebten Platz zurück. Ricciardo ging ebenfalls ein weiteres Mal an die Box und fiel hinter Alonso und Hamilton, die nicht mehr stoppen wollten, zurück. Alonso baute seinen Vorsprung auf Hamilton zunächst aus.
Während Ricciardo auf das Führungsduo aufholte, überholte Rosberg Räikkönen und Massa mit seinen frischeren Reifen und profitierte von einem Boxenstopp Bottas’, sodass er auf dem vierten Platz lag und die schnellsten Runden fuhr. An der Spitze rückten die ersten drei Fahrer immer näher zusammen. Ricciardo setzte Hamilton unter Druck und versuchte erstmals in der 65. Runde, in der dritten Kurve außen an Hamilton vorbei zu fahren. Zwei Runden später gelang Ricciardo das Überholmanöver an gleicher Stelle. Eine Runde später überholte er Alonso auf der Start-Ziel-Geraden und ging damit drei Runden vor Schluss in Führung. Rosberg holte noch auf Hamilton auf und versuchte in der dritten Kurve, ebenfalls an Hamilton vorbeizufahren, allerdings gelang es Hamilton hier, die Position zu verteidigen.
Ricciardo gewann schließlich das Rennen vor Alonso, Hamilton und Rosberg. Massa, Räikkönen, Vettel, Bottas, Vergne und Button komplettierten die Top 10. Für Ricciardo war es der zweite Sieg in dieser Saison und seiner Karriere.
In der Weltmeisterschaft blieben die ersten drei Positionen bei den Fahrern unverändert. Bei den Konstrukteuren übernahm Ferrari den dritten Platz wieder von Williams.

## Meldeliste
| Team                          | Nr. | Fahrer            | Chassis           | Motor                 | Reifen |
| ----------------------------- | --- | ----------------- | ----------------- | --------------------- | ------ |
| Infiniti Red Bull Racing      | 01  | Sebastian Vettel  | Red Bull RB10     | Renault 1.6 V6T       | P      |
| Infiniti Red Bull Racing      | 03  | Daniel Ricciardo  | Red Bull RB10     | Renault 1.6 V6T       | P      |
| Marussia F1 Team              | 04  | Max Chilton       | Marussia MR03     | Ferrari 1.6 V6T       | P      |
| Marussia F1 Team              | 17  | Jules Bianchi     | Marussia MR03     | Ferrari 1.6 V6T       | P      |
| Mercedes AMG Petronas F1 Team | 06  | Nico Rosberg      | Mercedes F1 W05   | Mercedes-Benz 1.6 V6T | P      |
| Mercedes AMG Petronas F1 Team | 44  | Lewis Hamilton    | Mercedes F1 W05   | Mercedes-Benz 1.6 V6T | P      |
| Scuderia Ferrari              | 07  | Kimi Räikkönen    | Ferrari F14 T     | Ferrari 1.6 V6T       | P      |
| Scuderia Ferrari              | 14  | Fernando Alonso   | Ferrari F14 T     | Ferrari 1.6 V6T       | P      |
| Lotus F1 Team                 | 08  | Romain Grosjean   | Lotus E22         | Renault 1.6 V6T       | P      |
| Lotus F1 Team                 | 13  | Pastor Maldonado  | Lotus E22         | Renault 1.6 V6T       | P      |
| Caterham F1 Team              | 09  | Marcus Ericsson   | Caterham CT05     | Renault 1.6 V6T       | P      |
| Caterham F1 Team              | 10  | Kamui Kobayashi   | Caterham CT05     | Renault 1.6 V6T       | P      |
| Sahara Force India F1 Team    | 11  | Sergio Pérez      | Force India VJM07 | Mercedes-Benz 1.6 V6T | P      |
| Sahara Force India F1 Team    | 27  | Nico Hülkenberg   | Force India VJM07 | Mercedes-Benz 1.6 V6T | P      |
| Williams Martini Racing       | 19  | Felipe Massa      | Williams FW36     | Mercedes-Benz 1.6 V6T | P      |
| Williams Martini Racing       | 77  | Valtteri Bottas   | Williams FW36     | Mercedes-Benz 1.6 V6T | P      |
| McLaren Mercedes              | 20  | Kevin Magnussen   | McLaren MP4-29    | Mercedes-Benz 1.6 V6T | P      |
| McLaren Mercedes              | 22  | Jenson Button     | McLaren MP4-29    | Mercedes-Benz 1.6 V6T | P      |
| Sauber F1 Team                | 21  | Esteban Gutiérrez | Sauber C33        | Ferrari 1.6 V6T       | P      |
| Sauber F1 Team                | 99  | Adrian Sutil      | Sauber C33        | Ferrari 1.6 V6T       | P      |
| Scuderia Toro Rosso           | 25  | Jean-Éric Vergne  | Toro Rosso STR9   | Renault 1.6 V6T       | P      |
| Scuderia Toro Rosso           | 26  | Daniil Kwjat      | Toro Rosso STR9   | Renault 1.6 V6T       | P      |

## Klassifikationen

### Qualifying
| Pos.                                                                      | Fahrer            | Konstrukteur         | Q1         | Q2       | Q3         | Start |
| ------------------------------------------------------------------------- | ----------------- | -------------------- | ---------- | -------- | ---------- | ----- |
| 01                                                                        | Nico Rosberg      | Mercedes             | 1:25,227   | 1:23,310 | 1:22,715   | 01    |
| 02                                                                        | Sebastian Vettel  | Red Bull-Renault     | 1:25,662   | 1:23,606 | 1:23,201   | 02    |
| 03                                                                        | Valtteri Bottas   | Williams-Mercedes    | 1:25,690   | 1:23,776 | 1:23,354   | 03    |
| 04                                                                        | Daniel Ricciardo  | Red Bull-Renault     | 1:25,495   | 1:23,676 | 1:23,391   | 04    |
| 05                                                                        | Fernando Alonso   | Ferrari              | 1:26,087   | 1:24,249 | 1:23,909   | 05    |
| 06                                                                        | Felipe Massa      | Williams-Mercedes    | 1:26,592   | 1:24,030 | 1:24,223   | 06    |
| 07                                                                        | Jenson Button     | McLaren-Mercedes     | 1:26,612   | 1:24,502 | 1:24,294   | 07    |
| 08                                                                        | Jean-Éric Vergne  | Toro Rosso-Renault   | 1:24,941   | 1:24,637 | 1:24,720   | 08    |
| 09                                                                        | Nico Hülkenberg   | Force India-Mercedes | 1:26,149   | 1:24,647 | 1:24,775   | 09    |
| 10                                                                        | Kevin Magnussen   | McLaren-Mercedes     | 1:26,578   | 1:24,585 | keine Zeit | Box   |
| 11                                                                        | Daniil Kwjat      | Toro Rosso-Renault   | 1:25,361   | 1:24,706 | –          | 10    |
| 12                                                                        | Adrian Sutil      | Sauber-Ferrari       | 1:26,027   | 1:25,136 | –          | 11    |
| 13                                                                        | Sergio Pérez      | Force India-Mercedes | 1:25,910   | 1:25,211 | –          | 12    |
| 14                                                                        | Esteban Gutiérrez | Sauber-Ferrari       | 1:25,709   | 1:25,260 | –          | 13    |
| 15                                                                        | Romain Grosjean   | Lotus-Renault        | 1:26,136   | 1:25,337 | –          | 14    |
| 16                                                                        | Jules Bianchi     | Marussia-Ferrari     | 1:26,728   | 1:27,419 | –          | 15    |
| 17                                                                        | Kimi Räikkönen    | Ferrari              | 1:26,792   | –        | –          | 16    |
| 18                                                                        | Kamui Kobayashi   | Caterham-Renault     | 1:27,139   | –        | –          | 17    |
| 19                                                                        | Max Chilton       | Marussia-Ferrari     | 1:27,819   | –        | –          | 18    |
| 20                                                                        | Marcus Ericsson   | Caterham-Renault     | 1:28,643   | –        | –          | 19    |
| 107-Prozent-Zeit: 1:30,886 min (bezogen auf Q1-Bestzeit von 1:24,941 min) |                   |                      |            |          |            |       |
| DNQ                                                                       | Lewis Hamilton    | Mercedes             | keine Zeit | –        | –          | Box   |
| DNQ                                                                       | Pastor Maldonado  | Lotus-Renault        | keine Zeit | –        | –          | 20    |

Anmerkungen
1. ↑  Magnussen wurde erlaubt, aus der Boxengasse zu starten, da nach dem Qualifying Änderungen am Monocoque vorgenommen wurden und das Getriebe gewechselt wurde.
2. ↑  Hamilton wurde erlaubt zu starten, da er im freien Training ausreichend schnell gewesen war. Er musste jedoch aus der Boxengasse starten, da nach dem Qualifying Änderungen am Monocoque vorgenommen wurden und das Getriebe gewechselt wurde.
3. ↑  Maldonado wurde erlaubt, vom letzten Startplatz zu starten, da er im freien Training ausreichend schnell gewesen war. Auch das Getriebe wurde gewechselt, was jedoch folgenlos blieb.

### Rennen
| Pos. | Fahrer            | Konstrukteur         | Runden | Zeit        | Start | Schnellste Runde |
| ---- | ----------------- | -------------------- | ------ | ----------- | ----- | ---------------- |
| 01   | Daniel Ricciardo  | Red Bull-Renault     | 70     | 1:53:05,058 | 04    | 1:26,608 (58.)   |
| 02   | Fernando Alonso   | Ferrari              | 70     | + 5,225     | 05    | 1:27,419 (40.)   |
| 03   | Lewis Hamilton    | Mercedes             | 70     | + 5,857     | Box   | 1:27,380 (36.)   |
| 04   | Nico Rosberg      | Mercedes             | 70     | + 6,361     | 01    | 1:25,724 (64.)   |
| 05   | Felipe Massa      | Williams-Mercedes    | 70     | + 29,841    | 06    | 1:28,229 (51.)   |
| 06   | Kimi Räikkönen    | Ferrari              | 70     | + 31,491    | 16    | 1:27,983 (47.)   |
| 07   | Sebastian Vettel  | Red Bull-Renault     | 70     | + 40,964    | 02    | 1:28,746 (52.)   |
| 08   | Valtteri Bottas   | Williams-Mercedes    | 70     | + 41,344    | 03    | 1:26,850 (63.)   |
| 09   | Jean-Éric Vergne  | Toro Rosso-Renault   | 70     | + 58,527    | 08    | 1:29,120 (31.)   |
| 10   | Jenson Button     | McLaren-Mercedes     | 70     | + 1:07,280  | 07    | 1:29,156 (50.)   |
| 11   | Adrian Sutil      | Sauber-Ferrari       | 70     | + 1:08,169  | 11    | 1:28,704 (41.)   |
| 12   | Kevin Magnussen   | McLaren-Mercedes     | 70     | + 1:18,465  | Box   | 1:28,883 (41.)   |
| 13   | Pastor Maldonado  | Lotus-Renault        | 70     | + 1:24,024  | 20    | 1:29,128 (45.)   |
| 14   | Daniil Kwjat      | Toro Rosso-Renault   | 69     | + 1 Runde   | 10    | 1:29,401 (51.)   |
| 15   | Jules Bianchi     | Marussia-Ferrari     | 69     | + 1 Runde   | 15    | 1:29,883 (49.)   |
| 16   | Max Chilton       | Marussia-Ferrari     | 69     | + 1 Runde   | 18    | 1:29,499 (47.)   |
| –    | Esteban Gutiérrez | Sauber-Ferrari       | 32     | DNF         | 13    | 1:30,485 (29.)   |
| –    | Kamui Kobayashi   | Caterham-Renault     | 24     | DNF         | 17    | 1:32,888 (21.)   |
| –    | Sergio Pérez      | Force India-Mercedes | 22     | DNF         | 12    | 1:30,280 (21.)   |
| –    | Nico Hülkenberg   | Force India-Mercedes | 14     | DNF         | 09    | 1:41,151 (14.)   |
| –    | Romain Grosjean   | Lotus-Renault        | 10     | DNF         | 14    | 1:46,312 (07.)   |
| –    | Marcus Ericsson   | Caterham-Renault     | 7      | DNF         | 19    | 1:48,459 (06.)   |

## WM-Stände nach dem Rennen
Die ersten zehn des Rennens bekamen 25, 18, 15, 12, 10, 8, 6, 4, 2 bzw. 1 Punkt(e).

### Fahrerwertung
| Pos. | Fahrer           | Konstrukteur         | Punkte |
| ---- | ---------------- | -------------------- | ------ |
| 01   | Nico Rosberg     | Mercedes             | 202    |
| 02   | Lewis Hamilton   | Mercedes             | 191    |
| 03   | Daniel Ricciardo | Red Bull-Renault     | 131    |
| 04   | Fernando Alonso  | Ferrari              | 115    |
| 05   | Valtteri Bottas  | Williams-Mercedes    | 95     |
| 06   | Sebastian Vettel | Red Bull-Renault     | 88     |
| 07   | Nico Hülkenberg  | Force India-Mercedes | 69     |
| 08   | Jenson Button    | McLaren-Mercedes     | 60     |
| 09   | Felipe Massa     | Williams-Mercedes    | 40     |
| 10   | Kevin Magnussen  | McLaren-Mercedes     | 37     |
| 11   | Sergio Pérez     | Force India-Mercedes | 29     |

| Pos. | Fahrer            | Konstrukteur       | Punkte |
| ---- | ----------------- | ------------------ | ------ |
| 12   | Kimi Räikkönen    | Ferrari            | 27     |
| 13   | Jean-Éric Vergne  | Toro Rosso-Renault | 11     |
| 14   | Romain Grosjean   | Lotus-Renault      | 8      |
| 15   | Daniil Kwjat      | Toro Rosso-Renault | 6      |
| 16   | Jules Bianchi     | Marussia-Ferrari   | 2      |
| 17   | Adrian Sutil      | Sauber-Ferrari     | 0      |
| 18   | Marcus Ericsson   | Caterham-Renault   | 0      |
| 19   | Pastor Maldonado  | Lotus-Renault      | 0      |
| 20   | Esteban Gutiérrez | Sauber-Ferrari     | 0      |
| 21   | Max Chilton       | Marussia-Ferrari   | 0      |
| 22   | Kamui Kobayashi   | Caterham-Renault   | 0      |

### Konstrukteurswertung
| Pos. | Konstrukteur         | Punkte |
| ---- | -------------------- | ------ |
| 01   | Mercedes             | 393    |
| 02   | Red Bull-Renault     | 219    |
| 03   | Ferrari              | 142    |
| 04   | Williams-Mercedes    | 135    |
| 05   | Force India-Mercedes | 98     |
| 06   | McLaren-Mercedes     | 97     |

| Pos. | Konstrukteur       | Punkte |
| ---- | ------------------ | ------ |
| 07   | Toro Rosso-Renault | 17     |
| 08   | Lotus-Renault      | 8      |
| 09   | Marussia-Ferrari   | 2      |
| 10   | Sauber-Ferrari     | 0      |
| 11   | Caterham-Renault   | 0      |